# Talsperre Venda Velha
Die Talsperre Venda Velha (portugiesisch Barragem de Venda Velha) liegt in der Region Lissabon Portugals im Distrikt Setúbal.
Sie staut den Ribeira da Asseiceira zu einem Stausee auf. Die Stadt Montijo befindet sich ungefähr zehn Kilometer westlich der Talsperre.
Mit dem Projekt zur Errichtung der Talsperre wurde im Jahre 1957 begonnen. Der Bau wurde im selben Jahr fertiggestellt. Die Talsperre dient neben der Bewässerung auch dem Hochwasserschutz. Sie ist im Besitz der Sociedade Agrícola de Rio Frio.

## Absperrbauwerk
Das Absperrbauwerk ist ein Staudamm mit einer Höhe von 12,5 m über dem Flussbett. Die Dammkrone liegt auf einer Höhe von 18,55 m über dem Meeresspiegel. Die Länge der Dammkrone beträgt 550 m und ihre Breite 4 m. Das Volumen des Staudamms umfasst 78.000 m³.
Der Staudamm verfügt sowohl über einen Grundablass als auch über eine Hochwasserentlastung. Über den Grundablass können maximal 12 m³/s abgeleitet werden, über die Hochwasserentlastung maximal 139 m³/s. Das Bemessungshochwasser liegt bei 300 m³/s; die Wahrscheinlichkeit für das Auftreten dieses Ereignisses wurde mit einmal in 100 Jahren bestimmt.

## Stausee
Beim normalen Stauziel von 14,55 m (maximal 16,35 m bei Hochwasser) erstreckt sich der Stausee über eine Fläche von rund 1,15 km² und fasst 4,7 Mio. m³ Wasser. Das minimale Stauziel liegt bei 5,55 m.